# アウトバーン 13
アウトバーン 13（ドイツ語: Bundesautobahn 13, BAB 13 または A 13）はドイツの高速道路、アウトバーンの一路線である。

## 概要

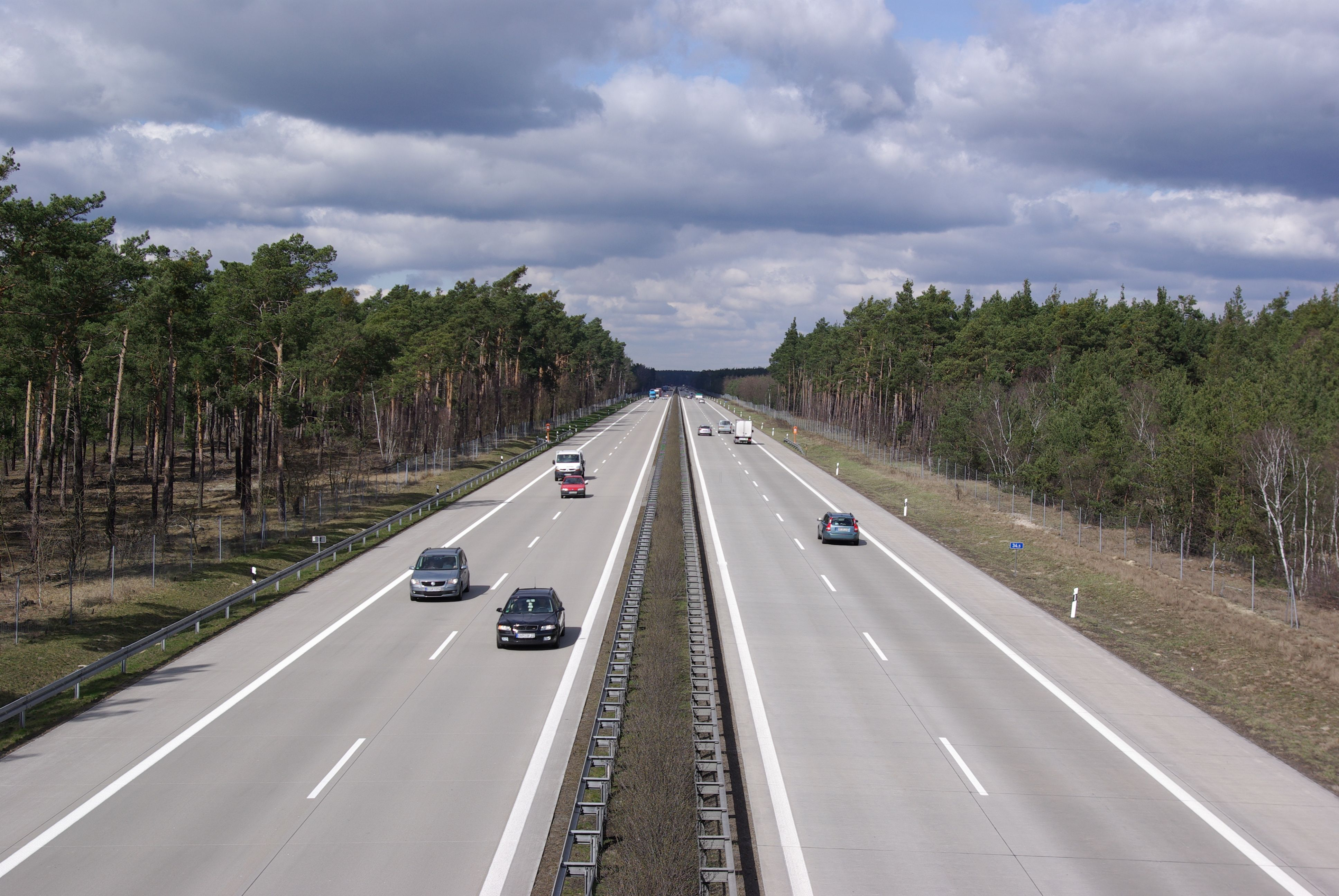
シュターコー付近

北のベルリン付近から南のドレスデンまで151 kmの路線を持つ地方道路である。シェーネフェルトJCTでA10から分岐し、ブランデンブルク州南部を縦断する。そこでキュウリの産地として有名なシュプレーヴァルト地方を経由する。同州南部の最大都市コトブスの西の近郊を経由し、ザクセン州に入る。同州の州都ドレスデン付近にドレスデン北JCTでA4と合流する。ブランデンブルク州南部の最も重要な幹線道路の1つである。また、A4とA17およびチェコのD8とともにベルリンとプラハを結ぶ国際道路の一区間でもある。

## 行程
- 計画段階の新規インターチェンジおよびジャンクションは含まれていない。
- 接続路線名の特記がないものは州道または郡道。

| アウトバーン 13の行程一覧表 | アウトバーン 13の行程一覧表 | アウトバーン 13の行程一覧表                      | アウトバーン 13の行程一覧表      | アウトバーン 13の行程一覧表 |
| IC 番号                     | 施設名                      | 施設名                                           | 接続路線名                       | 州                          |
| --------------------------- | --------------------------- | ------------------------------------------------ | -------------------------------- | --------------------------- |
| 1                           | ジャンクション              | シェーネフェルト交差点 Schönefelder Kreuz        | アウトバーン 10 アウトバーン 113 | ブランデンブルク州          |
| 2                           | インターチェンジ            | ラーゴー Ragow                                   | --                               | ブランデンブルク州          |
| 3a                          | インターチェンジ            | ミッテンヴァルデ Mittenwalde                     | --                               | ブランデンブルク州          |
| 3b                          | インターチェンジ            | ベステンゼー Bestensee                           | 連邦道路246号線                  | ブランデンブルク州          |
| 4                           | インターチェンジ            | グロース・ケーリス Groß Köris                    | --                               | ブランデンブルク州          |
| 5a                          | インターチェンジ            | トイピッツ Teupitz                               | --                               | ブランデンブルク州          |
| 5b                          | インターチェンジ            | バールット/マルク Baruth/Mark                    | --                               | ブランデンブルク州          |
| 6                           | インターチェンジ            | シュターコー Staakow                             | --                               | ブランデンブルク州          |
| 7                           | インターチェンジ            | フライヴァルデ Freiwalde                         | 連邦道路115号線                  | ブランデンブルク州          |
| 8                           | インターチェンジ            | ドゥーベン Duben                                 | 連邦道路87号線                   | ブランデンブルク州          |
| 9                           | インターチェンジ            | リュベナウ/シュプレーヴァルト Lübbenau/Spreewald | --                               | ブランデンブルク州          |
| 10                          | ジャンクション              | シュプレーヴァルト分岐点 Dreieck Spreewald       | アウトバーン 15                  | ブランデンブルク州          |
| 11                          | インターチェンジ            | キットリッツ Kittlitz                            | --                               | ブランデンブルク州          |
| 12                          | インターチェンジ            | カーラウ Calau                                   | --                               | ブランデンブルク州          |
| 13                          | インターチェンジ            | ブロンコー Bronkow                               | --                               | ブランデンブルク州          |
| 14                          | インターチェンジ            | グロースレーシェン Großräschen                   | 連邦道路96号線                   | ブランデンブルク州          |
| 15                          | インターチェンジ            | クレットヴィッツ Klettwitz                       | --                               | ブランデンブルク州          |
| 16                          | インターチェンジ            | シュヴァルツハイデ Schwarzheide                  | --                               | ブランデンブルク州          |
| 17                          | インターチェンジ            | ルーラント Ruhland                               | 連邦道路169号線                  | ブランデンブルク州          |
| 18                          | インターチェンジ            | オルトラント Ortrand                             | --                               | ブランデンブルク州          |
| 19                          | インターチェンジ            | シェーンボルン Schönborn                         | --                               | ザクセン州                  |
| 20                          | インターチェンジ            | ティーンドルフ Thiendorf                         | 連邦道路98号線                   | ザクセン州                  |
| 21                          | インターチェンジ            | ラーデブルク Radeburg                            | --                               | ザクセン州                  |
| 22                          | インターチェンジ            | マルスドルフ Marsdorf                            | --                               | ザクセン州                  |
| 23                          | ジャンクション              | ドレスデン＝北分岐点 Dreieck Dresden-Nord        | アウトバーン 4                   | ザクセン州                  |